# Sandra Lovelace Nicholas
Pour les articles homonymes, voir Lovelace et Nicholas.
Sandra Lovelace Nicholas, née le 15 avril 1948 dans la communauté malécite de Tobique, est une femme politique canadienne, militante pour le droit des peuples autochtones et sénatrice.

## Biographie
Sandra Lovelace Nicholas naît le 15 avril 1948 à Tobique, une réserve malécite du Nouveau-Brunswick.
Elle suit des études à l'Université St. Thomas puis une formation technique dans le Maine qui lui permet de devenir charpentier et menuisier. Elle est connue pour sa défense des droits des peuples autochtones en ayant notamment organisé une pétition concernant les femmes aborigènes qui fut pris en considération par la Commission des droits de l'homme des Nations Unies.
En 1981, elle perd son statut d'Indienne en se mariant à un homme ne faisant pas partie de sa communauté d'origine. Le gouvernement refuse le retour de Sandra Lovelace dans sa communauté en se basant sur La loi sur les Indiens. Comme elle s'est mariée à un homme n'appartenant pas à sa communauté, cette loi dicte qu'elle ne peut plus être considérée en tant que membre de sa bande.
D'obédience libérale, elle est nommée sénatrice sur avis de Paul Martin le 21 septembre 2005. Le 31 janvier 2023, elle prend sa retraite du Sénat, deux mois et demi avant sa retraite obligatoire à 75 ans.

## Décorations
- Ordre du Canada : 1990
- Prix du Gouverneur général : 1992